# Mesodesmatidae
Die Mesodesmatidae sind eine Muschelfamilie aus der Überordnung der Imparidentia. Vertreter der Familie sind weltweit verbreitet, bevorzugt jedoch auf der Südhalbkugel. Die ältesten Arten der Familie stammen aus dem Albium.

## Merkmale
Die gleichklappigen Gehäuse sind klein bis mittelgroß. Sie sind im Umriss oval, elliptisch-dreieckig bis keilförmig, meist mit einem kurzen/kürzeren Hinterende und einem langen/verlängerten Vorderende. Sie sind meist ungleichseitig, die Wirbel sitzen näher am Hinterende. Die Gehäuse sind komprimiert, d. h. nicht besonders dick im Verhältnis zur Länge und Höhe. Das Gehäuse klafft mehr oder weniger am Vorder- und Hinterende.
Es ist ein dickes, kräftiges Schloss mit einem oder zwei Hauptzähnen und wenigen Seitenzähnen vorhanden. Das kurze Ligament liegt intern. Die Mantelbucht ist breit, aber nicht tief, oft nur halbkreisförmig. Die meist großen Siphonen sind nicht miteinander verwachsen und sehr dehnbar bzw. ausstreckbar. Der Fuß ist sehr muskulös. Es sind zwei Schließmuskeln vorhanden.
Die Schale ist nur mäßig dick, aber meist sehr fest; auch Arten mit dünneren, eher zerbrechlichen Schalen kommen vor. Die Oberfläche ist fast glatt, lediglich mit mehr oder weniger kräftigen konzentrischen Anwachsstreifen. Die meisten Arten haben keine auffallende Färbung, sondern sind weißlich, hellbräunlich oder hellgelblich. Das Periostracum ist dünn bis mäßig dick, und blättert meist ab.

## Geographische Verbreitung
Die Familie ist weltweit verbreitet. Sie sind Bewohner von Sandböden in der Brandungszone bis in das etwas küstenferne Flachwasser. Sie leben mehr oder weniger tief eingegraben im Sand. Durch den muskulösen Fuß sind sie relativ mobil. Es handelt sich um Suspensionsfiltrierer.

## Taxonomie
Das Taxon wurde von John Edward Gray 1840 als Mesodesmidae vorgeschlagen. Der Name muss zu Mesodesmatidae korrigiert werden. MolluscaBase führt folgende Gattungen auf:
- Amarilladesma M. Huber, 2010
- Anapella Dall, 1895
- Atactodea Dall, 1895
- Coecella Gray, 1853
- Davila Gray, 1853
- Donacilla R. A. Philippi, 1836
  - Donacilla cornea (Poli, 1791)
- Mesodesma Deshayes, 1832
- Paphies Lesson, 1831
  - Paphies ventricosa (Gray, 1843)
- Regterenia Rooij-Schuiling, 1972
- Soleilletia Bourguignat, 1885

## Belege